# Andi Renja
Andi Renja (sinh 1 tháng 6 năm 1993 ở Korçë) là một cầu thủ bóng đá Albania thi đấu ở vị trí tiền vệ cánh cho Pirin Blagoevgrad ở Bulgarian First League.

## Sự nghiệp câu lạc bộ

### Aris
Anh khởi đầu sự nghiệp ở đội trẻ Aris. Trong mùa giải 2012–13, anh được lên thi đấu ở đội chính, bởi huấn luyện viên Lucas Alcaraz.

### Pirin
Sau khi trải qua nửa mùa giải ở Levski Karlovo ở Bulgarian Second League, anh gia nhập trại hè Pirin Blagoevgrad để thử việc và sau đó ký hợp đồng với câu lạc bộ từ Bulgarian First League.

## Thống kê sự nghiệp
| Câu lạc bộ        | Mùa giải            | SuperLeague | SuperLeague | Cúp Hi Lạp | Cúp Hi Lạp | Tổng    | Tổng      | Tổng |
| Câu lạc bộ        | Mùa giải            | Số trận     | Bàn thắng   | Số trận    | Bàn thắng  | Số trận | Bàn thắng |      |
| ----------------- | ------------------- | ----------- | ----------- | ---------- | ---------- | ------- | --------- | ---- |
| Aris Thessaloniki | 2012–13             | 1           | 0           | 0          | 0          | 1       | 0         |      |
| Aris Thessaloniki | Tổng cộng sự nghiệp | 1           | 0           | 0          | 0          | 1       | 0         |      |